# پیتر دولفن
پیتر دولفن (انگلیسی: Peter Dolfen; ۲۱ مهٔ ۱۸۸۰ – ۳۱ مهٔ ۱۹۴۷) تیرانداز اهل ایالات متحده آمریکا بود.
وی در مسابقات کشوری و بین‌المللی در مجموع برندهٔ ۱ مدال طلا، ۱ مدال نقره شده‌است.